# Aéroport de Nakina
L'aéroport de Nakina est un aéroport situé en Ontario, au Canada.